# Paralelo 33 norte
El paralelo 33 norte es un paralelo en el 33° grado a norte del plano ecuatorial terrestre. Atraviesa el norte de África, Asia, América del Norte, el Océano Pacífico, y el Océano Atlántico.
En Irak, el paralelo definió al sur el límite de la zona de exclusión aérea, desde el 4 de septiembre de 1996 hasta el 30 de agosto de 2003. (Antes de este tiempo se había establecido en el 32º paralelo norte) como parte de la Operación Southern Watch.

En los Estados Unidos, el paralelo definió aproximadamente el límite entre los estados de Arkansas y Luisiana.

En los Estados Unidos se forma aproximadamente la frontera entre los estados de Arkansas en el norte y Luisiana en el sur. (En realidad, la frontera está a un par de kilómetros al norte del paralelo). El Territorio de Luisiana fue parte de la Compra de Luisiana en 1803 que se encontraba al norte del paralelo 33.
El paralelo es parte de las latitudes del caballo.
A esta latitud el día dura 14 horas con 20 minutos en el solsticio de junio y 9 horas con 58 minutos en el solsticio de diciembre.

## Alrededor del mundo
Comenzando en el primer meridiano y hacia el este, el paralelo 33 norte pasa a través de:
| Coordenadas                        | País, territorio o mar      | Notas |
| ---------------------------------- | --------------------------- | --- |
| 33°0′N 0°0′E / 33.000, 0.000       | Argelia                     | |
| 33°0′N 8°11′E / 33.000, 8.183      | Túnez                       | |
| 33°0′N 11°31′E / 33.000, 11.517    | Libia                       | |
| 33°0′N 12°0′E / 33.000, 12.000     | Mar Mediterráneo            | Pasando justo al norte de Trípoli, Libia |
| 33°0′N 35°5′E / 33.000, 35.083     | Israel                      | Pasando por Nahariya |
| 33°0′N 35°38′E / 33.000, 35.633    | Altos del Golán             | Territorio controlado por Israel y reclamado por Siria – pasando por el extremo norte de Katzrin |
| 33°0′N 35°52′E / 33.000, 35.867    | Zona de amortiguación FNUOS | Cerca de 500 m |
| 33°0′N 35°53′E / 33.000, 35.883    | Siria                       | |
| 33°0′N 38°5′E / 33.000, 38.083     | Jordania                    | |
| 33°0′N 39°3′E / 33.000, 39.050     | Irak                        | |
| 33°0′N 46°6′E / 33.000, 46.100     | Irán                        | |
| 33°0′N 60°38′E / 33.000, 60.633    | Afganistán                  | |
| 33°0′N 69°30′E / 33.000, 69.500    | Pakistán                    | Khyber Pakhtunkhwa Punjab Azad Kashmir – reclamado por India |
| 33°0′N 74°21′E / 33.000, 74.350    | India                       | Jammu y Cachemira – reclamado por Pakistán Ladakh – reclamado por Pakistán Himachal Pradesh |
| 33°0′N 79°14′E / 33.000, 79.233    | Aksai Chin                  | Disputado entre India y China |
| 33°0′N 79°21′E / 33.000, 79.350    | China                       | Tíbet Qinghai Sichuan Qinghai Sichuan Gansu Shaanxi Hubei Henan Anhui Jiangsu Anhui (cerca de 12 km) Jiangsu |
| 33°0′N 120°47′E / 33.000, 120.783  | Mar de la China Oriental    | Pasando justo al sur de las islas de Marado, Corea del Sur |
| 33°0′N 129°2′E / 33.000, 129.033   | Japón                       | Isla de Nakadōri: — Prefectura de Nagasaki Isla de Kyūshū: — Prefectura de Nagasaki — Prefectura de Saga — Prefectura de Kumamoto — Prefectura de Ōita Isla de Shikoku: — Prefectura de Ehime — Prefectura de Kōchi |
| 33°0′N 133°1′E / 33.000, 133.017   | Océano Pacífico             | |
| 33°0′N 118°35′O / 33.000, -118.583 | Estados Unidos              | California – Isla San Clemente |
| 33°0′N 118°33′O / 33.000, -118.550 | Océano Pacífico             | |
| 33°0′N 117°17′O / 33.000, -117.283 | Estados Unidos              | California – pasando por Solana Beach Arizona – pasando por Monumento nacional Ruinas de Casa Grande Nuevo México Texas – pasando por la Dallas-Fort Worth metroplex Luisiana – pasando justo al sur del límite con el estado de Arkansas Misisipi Alabama Georgia – pasando por LaGrange y Louisville Carolina del sur – pasando por Goose Creek |
| 33°0′N 79°28′O / 33.000, -79.467   | Océano Atlántico            | |
| 33°0′N 16°23′O / 33.000, -16.383   | Portugal                    | Islote de Cal, pasando justo al sur de la isla de Porto Santo, Madeira |
| 33°0′N 16°22′O / 33.000, -16.367   | Océano Atlántico            | |
| 33°0′N 8°45′O / 33.000, -8.750     | Marruecos                   | Pasando justo a Settat |
| 33°0′N 1°28′O / 33.000, -1.467     | Argelia                     | |